# Saules Akmens
Saules Akmens sa svojih 123 metra najviša je zgrada u Rigi. Od nje su viši jedino TV toranj i Crkva Svetog Petra. U većem dijelu od 28 katova nalaze se uredi Hansabanke. Hansabanka je u početku željela zgradu od 15 katova, ali je u međuvremenu projekt promijenjen. Iskorišteno je 100 tona čelika, 14000 metara kubičnih betona, 13000 metara kvadratnih stakla, 500 kilometara kabela i 50 kilometara cijevi. U zgradi se nalazi 9 dizala. Završena je krajem 2004. godine.
Vidi još: Popis najviših nebodera svijeta